# Ceccolo Broglia
Ceccolo Broglia (Trino, 1352 – Empoli, 15 luglio 1400) è stato un nobile e condottiero italiano, signore di Assisi e Bastia Umbra.

## Biografia
Ceccolo Broglia nacque a Trino nel 1352. Figlio di Enrico Broglia, sin da giovane si distinse per le sue abilità militari. Partecipò, tra le file viscontee, alla battaglia di Alessandria del 1391. Tra le sue imprese, quella più nota è certamente la presa di Assisi nel 1398, che gli valse il titolo di signore di Assisi e di Bastia Umbra. La storia ce lo descrive sia come un formidabile uomo d'arme che come un cupido e spietato mercenario. Morì il 15 luglio 1400 ad Empoli di peste e fu sepolto a Firenze nella chiesa di Santa Reparata (l'odierna cattedrale di Santa Maria del Fiore).

## Nella cultura popolare
Capitan Cecolo Broglia (con una sola "c") è assieme alla "Bella Castellana" una delle maschere tradizionali del carnevale storico trinese.
Narra infatti la tradizione di come egli un giorno, seguito da una piccola schiera di armati, assaltò la temibile rocca del castello di Camino Monferrato per ricondurre libera la bella castellana ivi tenuta prigioniera, e riportarla in un tripudio di festa nella sua amata Trino.